# マルク・バーンズ
マルク・バーンズ（Marc Burns, 1983年1月7日 - ）はトリニダード・トバゴの陸上選手。身長は185センチで、体重は84キロ。

## 経歴
世界陸上選手権では2001年エドモントンと2005年ヘルシンキの両方で4×100mリレーに出場し銀メダルを獲得。
2008年北京オリンピック男子4×100mリレーで銀メダルを獲得。その後、このレースで金メダルを獲得していたジャマイカチームのネスタ・カーターのドーピングの検体の再検査で禁止薬物の陽性反応を示したため、2017年に2位以下のチームは繰り上げとなり金メダルとなった。同大会男子100mでも7位入賞を果たした。
2012年ロンドンオリンピックの開会式ではオリンピックのトリニダード・トバゴ選手団の旗手を務めた。

## 主な実績
| 種目 | 大会                           | 記録    | 結果 | 日時      | 風        | 場所                       |
| ---- | ------------------------------ | ------- | ---- | --------- | --------- | -------------------------- |
| 100m | ワールドアスレチックファイナル | 10.22秒 | 4位  | 2008/9/13 | 0.40m/秒  | ドイツ、シュトゥットガルト |
| 100m | オリンピック                   | 10.01秒 | 7位  | 2008/8/16 | 0.00m/秒  | 中華人民共和国、北京       |
| 100m | 世界陸上選手権                 | 10.29秒 | 8位  | 2007/8/26 | -0.50m/秒 | 日本、大阪                 |
| 100m | IAAFワールドカップ             | 10.14秒 | 3位  | 2006/9/16 | 1.10m/秒  | ギリシア、アテネ           |
| 100m | ワールドアスレチックファイナル | 10.24秒 | 8位  | 2006/9/9  | 0.90m/秒  | ドイツ、シュトゥットガルト |
| 100m | コモンウェルスゲームズ         | 10.17秒 | 3位  | 2006/3/20 | 0.90m/秒  | オーストラリア、メルボルン |
| 100m | ワールドアスレチックファイナル | 10.00s  | 1位  | 2005/9/10 | -0.60m/秒 | モナコ、モナコ             |
| 100m | 世界選手権                     | 10.14秒 | 7位  | 2005/8/7  | 0.40m/秒  | フィンランド、ヘルシンキ   |
| 100m | 世界選手権                     | 10.28秒 | 4位  | 2003/8/24 | -0.60m/秒 | フランス、パリ             |

## 自己記録
| 種目   | 場所                                         | 記録      | 日時          | 風       |
| ------ | -------------------------------------------- | --------- | ------------- | -------- |
| 100m   | トリニダード・トバゴ, ポート・オブ・スペイン | 9.96秒    | 2005年6月25日 | 1.00m/秒 |
| 200m   | メキシコ, エルモシージョ                     | 20.57秒   | 2005年5月21日 |          |
| 4×100m | ドイツ, ベルリン                             | 37.62s=NR | 2009年8月23日 |          |